# STS-111
STS-111 foi uma missão do ônibus espacial Endeavour em direção à Estação Espacial Internacional, realizada em junho de 2002.

## Tripulação
| Posição                  | Tripulantes              | Duração          | Pousou na |
| ------------------------ | ------------------------ | ---------------- | --------- |
| Comandante               | Kenneth D. Cockrell      | 13d 20h 34m 52s  | STS-111   |
| Piloto                   | Paul S. Lockhart         | 13d 20h 34m 52s  | STS-111   |
| Especialista de Missão 1 | Philippe Perrin          | 13d 20h 34m 52s  | STS-111   |
| Especialista de Missão 2 | / Franklin R. Chang-Díaz | 13d 20h 34m 52s  | STS-111   |
| Especialista de Missão 3 | Peggy A. Whitson         | 184d 22h 14m 23s | STS-113   |
| Especialista de Missão 4 | Valeri G. Korzun         | 184d 22h 14m 23s | STS-113   |
| Especialista de Missão 5 | Sergei I. Treschev       | 184d 22h 14m 23s | STS-113   |

### Retornando da ISS
| Posição           | Tripulantes        | Duração          | Lançou na |
| ----------------- | ------------------ | ---------------- | --------- |
| Tripulante da ISS | Carl E. Walz       | 195d 19h 38m 13s | STS-108   |
| Tripulante da ISS | Iuri I. Onufrienko | 195d 19h 38m 13s | STS-108   |
| Tripulante da ISS | Daniel W. Bursch   | 195d 19h 38m 13s | STS-108   |

## Missão
Além de transportar suprimentos para a ISS, a missão fez a troca dos astronautas que ocupavam a Estação, transportando os três integrantes da Expedição 5 para efetuarem a substituição da tripulação da Expedição 4, num novo período de experiências no espaço.
A missão também instalou parte do braço robótico canadense da estação, que completou o serviço móvel da estrutura. Este foi o último voo espacial com um astronauta da CNES, a agência espacial francesa, que a partir deste ano transferiu seu corpo de astronautas para a Agência Espacial Europeia (ESA).